# Laphria dispar
Laphria dispar är en tvåvingeart som beskrevs av Daniel William Coquillett 1898. Laphria dispar ingår i släktet Laphria och familjen rovflugor. Inga underarter finns listade i Catalogue of Life.